# Odynerus rikatlensis
Odynerus rikatlensis är en stekelart som beskrevs av Schulthess. Odynerus rikatlensis ingår i släktet lergetingar, och familjen Eumenidae. Inga underarter finns listade i Catalogue of Life.